# Гюстав Флобер
Гюста́в Флобе́р (фр. Gustave Flaubert; 12 грудня 1821, Руан — 8 травня 1880, Круасе) — французький письменник. Автор романів «Пані Боварі» (1856) та «Саламбо» (1862). Флобер вплинув на літературу, привівши за собою до неї низку талановитих авторів, одним з яких був Гі де Мопассан.

## Життєпис

### Молодість та освіта

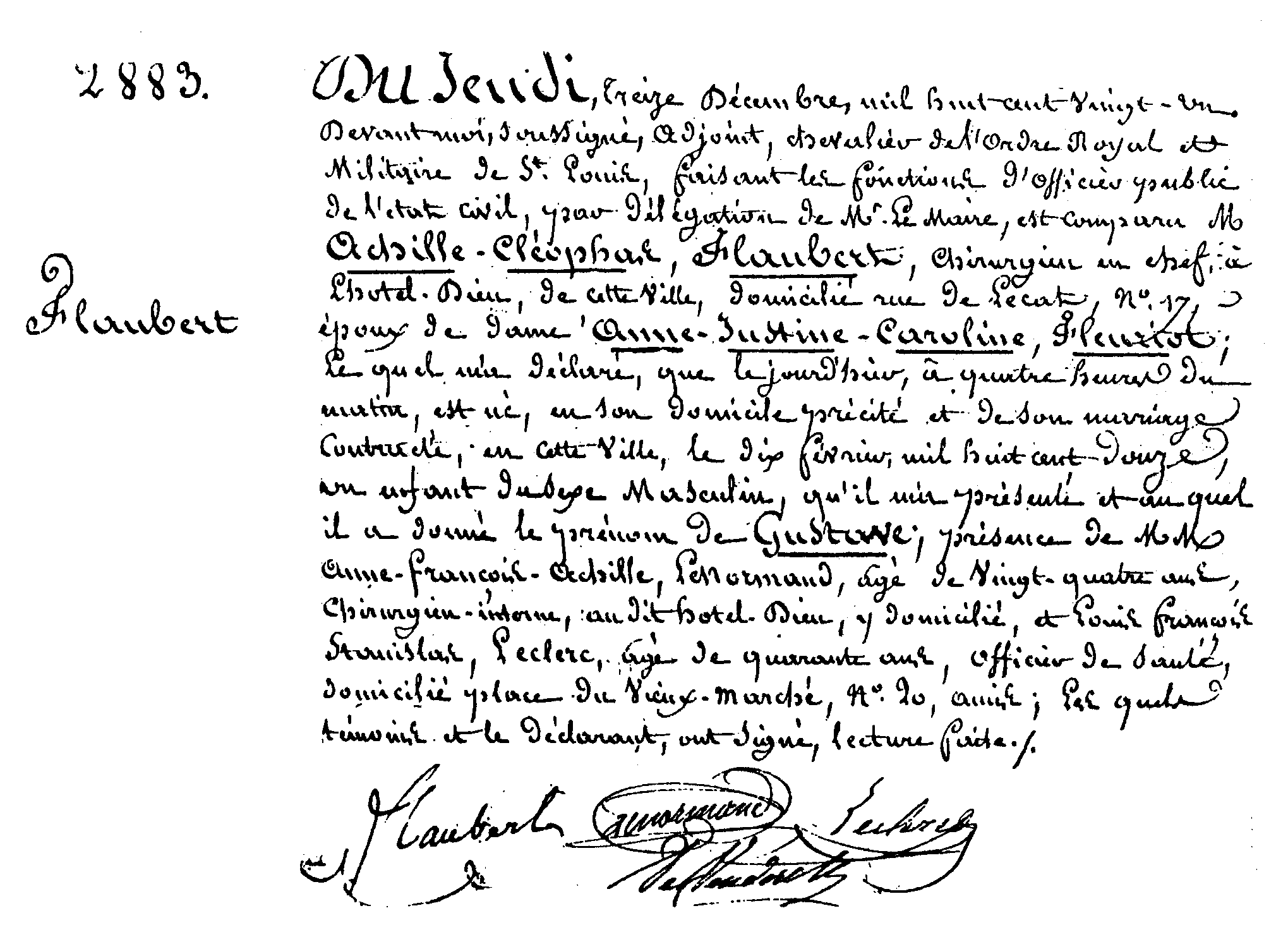
Свідоцтво про народження Гюстава Флобера

Флобер народився 12 грудня 1821 у Руані, в регіоні Приморська Сена Королівстві Франція, що у Верхній Нормандії. Він був другим сином хірурга Ашиля-Клеофа Флобера (1784—1846), головного лікаря руанської лікарні, та Анн-Жустін Каролін Флобер (уродженої Елеріо) (1793—1872). Флобер розпочав творити у дуже ранньому віці, близько 8 років, як стверджують деякі джерела. Він навчався у своєму рідному місті, доки не залишив його для того, щоб вивчати право у Парижі.
У Парижі Флобер поставився до навчання байдуже. Йому дуже не сподобалось місто. У нього з'явилось декілька знайомих, серед яких був і Віктор Гюго. Наприкінці 1840 року Флобер мандрував Піренеями та Корсикою. У 1846 році, після нападу епілепсії, які відбувалися регулярно, він залишив навчання.

### Особисте життя
Залишивши Париж, Флобер повернувся до маєтку Круасе і жив там із матір'ю. Її маленький будиночок на березі Сени став його прихистком на решту життя. Флобер так і не одружився, оскільки не хотів обтяжувати майбутню родину своєю хворобою. Він мав романтичні стосунки із поетесою Луїзою Коле (збереглося їхнє листування). Та розрив стосунків із нею змусив Флобера назавжди втратити потяг до романтики й шукати платонічного спілкування.
У 1846 році Флобер подорожував Великою Британією у компанії Максима дю Кана, який залишався справжнім другом все життя письменника. У 1846—1850 роках Флобер здійснив довгу подорож до країн Середнього Сходу, а також відвідав Грецьке королівство та Єгипетський еялет. У Бейруті письменник захворів на сифіліс. У 1850 році Флобер провів 5 тижнів у Константинополі, і після цього усамітнився у Круасе, лише зрідка навідуючись до Парижа та Лондона. Хоча 1858 року він відвідав Карфаген, аби продовжити дослідження Сходу задля написання «Саламбо».
Флобер був невтомним трудівником і часто скаржився у листах до своїх друзів на те, яка напружена у нього робота. Він був дуже близький із племінницею Каролін Комманвіл та вів дружнє листування із Жорж Санд. Зрідка відвідував паризьких знайомих, серед яких були Еміль Золя, Альфонс Доде, Іван Тургенєв, брати Едмон та Жуль де Гонкур.
1870-ті роки були дуже складними для письменника. Солдати прусської армії окупували його будиночок під час війни у 1870 та у 1872 роках. Згодом померла його мати. Флобер мав серйозні фінансові проблеми. Крім того, більшість свого життя він хворів на сифіліс. Його здоров'я значно погіршилось. 1880 року, у 58 років, Флобер помер від інсульту. Письменника поховали у сімейному склепі на кладовищі у Руані. Пам'ятник великому письменникові був урочисто відкритий у музеї Руана 1890 року.

### Кар'єра письменника
Флобер хотів бути письменником з дитинства. У дев'ять років він перераховував романи, які хотів написати. Вів щоденник, у якому проявляється його критичне ставлення до суспільства, зокрема його саркастичний опис візиту короля.
У ранньому періоді 1830—1840 років знаходиться у полоні «несамовитого романтизму». Написав такі твори «Танок смерті», «Мрії в пеклі», «Записки безумця». У вересні 1849 року Флобер закінчив першу версію роману «Спокуса Святого Антонія». Він читав роман вголос Луісу Буйє та Максиму дю Кану впродовж чотирьох днів, не дозволяючи їм переривати читання чи висловлювати свої думки, зауваження тощо. Наприкінці читання друзі порадили письменникові спалити рукопис у вогнищі й запропонували йому зосередитись на картинах повсякденного життя, а не на напівфантастичних постатях.
Після цієї першої спроби відбулась його найважливіша подорож: майже дворічна (жовтень 1849—літо 1851рр) поїздка на південь і схід. Тут він замислив роман, який став його дебютом і скандальним успіхом — «Мадам Боварі». Роман, написаний за 5 років, був виданий кількома випусками у «Рев'ю де Парі» 1856 року. Уряд жорстко розкритикував і письменника, і видавця, звинувачуючи їх в аморальності. Звинувачення лунали ще понад рік, проте і Флобер, і видавець врешті були виправдані. Коли ж «Мадам Боварі» було видано книгою, читач її зустрів на подив дуже тепло.
У 1858 році Флобер здійснив подорож до Карфагена, щоб зібрати достатньо матеріалів для наступного роману «Саламбо». Роман був закінчений у 1862 році після 4 років роботи. Наступна робота «Виховання почуттів» — це спроба автора змалювати власне дитинство, яке тривало 7 років. Зокрема, у романі описано європейські події 1848 року. Він став останнім романом письменника і був виданий 1869 року.
Флобер написав драму «Претендент», щоправда, вона не мала успіху, та опублікував перероблену версію «Спокуси Святого Антонія» 1857 року. У 1877 році Флобер опублікував у журналах повісті «Просте серце», «Іродіада» та «Легенда про Святого Юліана Милостивого», написані у перервах між роботою над романом «Бувар та Пекюше», який залишився незакінченим.
Блискучий стиліст, що багато років відшліфовував свою майстерність, Флобер дуже сильно вплинув на літературу загалом, привів у літературу низку талановитих авторів, серед яких був і Гі де Мопассан.

## Твори

### Пані Боварі
«Мадам Боварі» — це роман Гюстава Флобера про життя жінки, дружини лікаря Шарля Боварі Емми Боварі, яка мала позашлюбний зв'язок і намагалась жити поза межами свого статку аби уникнути заяложеності та нікчемності життя у провінції. Хоча основний сюжет твору досить простий, навіть архетиповий, справжня майстерність роману полягає в його деталях та прихованих стилях. Флобер був відомий як майстерний перфекціоніст щодо свого письма, та завжди стверджував, що його мета — це знайти «le mot juste» (фр. слушне слово). Особливістю твору є трактування фабульної основи сюжету. Він вважав, що немає сюжетів гарних і поганих, а все залежить від його розробки, глибини проникнення в предмет і досконалості його художнього вираження.
Перший роман Флобера має підзаголовок «Етюд провінційних звичаїв», в українському виданні перекладений Лукашем як «Побут провінції».
Роман, який з'явився у часописі «La Revue de Paris» між 1 жовтнем та 15 груднем 1856 року, читачі зустріли звинуваченнями автора у непристойності твору. У січні 1857 року відбувся горезвісний суд, на якому автора було виправдано 7 лютого того ж року. Після цього роман став бестселером, коли його видали книжкою у травні 1857 р. Тепер твір вважається не тільки взірцем реалізму, але й одним із найвпливовіших творів, що коли-небудь були створені.
У 2007 році було проведено опитування щодо довершеності творів сучасних авторів, результати якого наведені у виданні «The Top Ten». Роман «Мадам Боварі» було визнано другим найвидатнішим після роману Льва Толстого «Анна Кареніна» твором сучасності.

### Саламбо

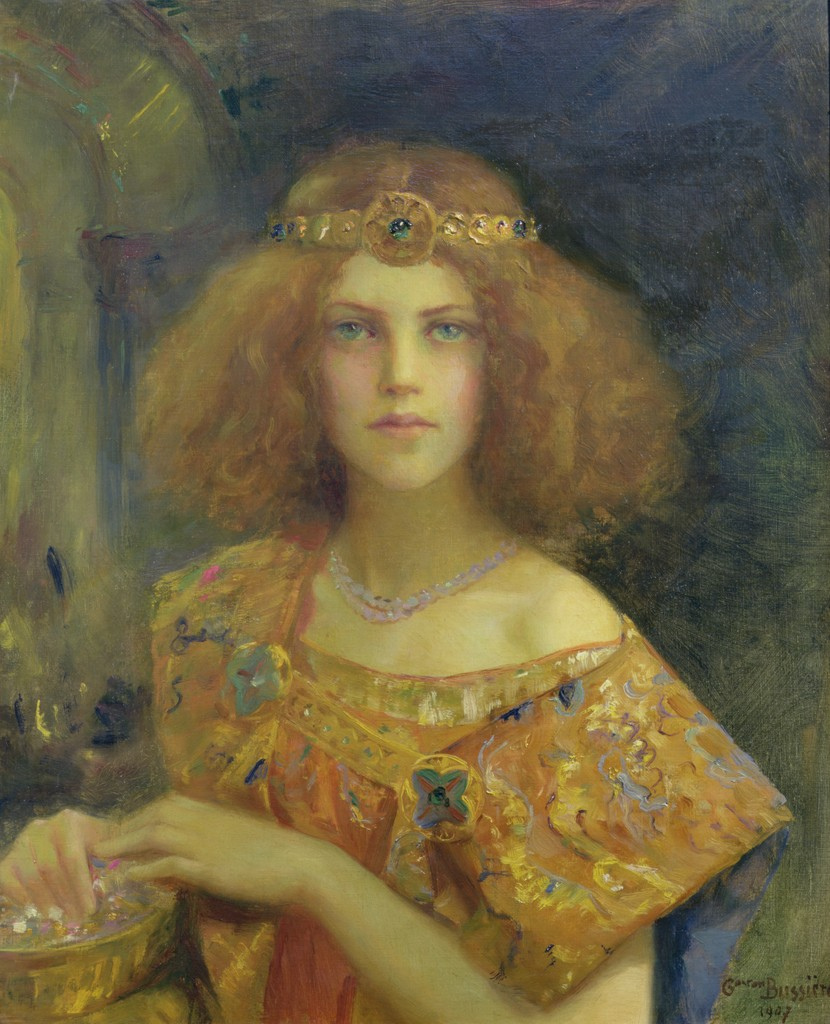
Саламбо, Gaston Bussière, 1907 рік

«Саламбо» — це історичний роман Гюстава Флобера, який з'явився у 1862 році. У ньому переплелись реальні та вигадані події. Дія роману відбувається напередодні повстання найманців проти Карфагену у ІІІ-му столітті до н. е. Роман мав успіх серед французьких читачів, вплинув навіть на модні тенденції в одязі.

### Виховання почуттів
Наливайко Д. С. відзначає, що назва «Виховання почуттів» є калькою з російської, тоді як правильніше називати твір «Почуттєве виховання» чи «Сентиментальне виховання». Роман вийшов 1869 року і був поверненням до «буржуазної сучасності», але відсунутої у 1830-40 роки, у часи юності письменника.

## Переклади українською
- Легенда про святого Юліана Милосердного. З фр. пер. В. Сава. Львів, 1891.
- Іродіяда. Переклав з фр. Михайло Грушевський. Львів, 1902.
- Щире серце. Пер. з фр. Надія Кибальчич. Чернівці, 1914.
- Легенда про св. Юліана Милосердного. З фр. пер. Надія Кибальчич. Чернівці, «Наука і розвага», 35с., 1914.
- Салямбо. У 3 томах. Переклав Борис Чорний. Київ-Відень-Львів, «Чайка», 1924.
- Ґюстав Фльобер. Твори в двох томах. — Книгоспілка, 1930.
  - Том 1: Мадам Боварі (пер. Оксана Бублик-Гордон)
  - Том 2: Салямбо (пер. Максим Рильський)

- Мадам Боварі. Переклав з фр. Микола Лукаш. Київ, Держлітвидав, 1955.
- Проста душа. Переклав з фр. Михайло Гайдай. Київ, Держлітвидав, 1959.
- Мадам Боварі. Переклав з фр. Микола Лукаш. Київ, Держлітвидав, 1961.
- Саламбо. пер. з. фр. Дмитро Паламарчук. — Київ: Дніпро, 1973 . — 262 с.

- Твори в двох томах. — Дніпро, 1987.
  - Том 1: Мадам Боварі (пер. Микола Лукаш); Саламбо (пер. Дмитро Паламарчук)
  - Том 2: Виховання почуттів (пер. Дмитро Паламарчук); Спокуса святого Антонія (пер. Ірина Сидоренко); Проста Душа (пер. Михайло Гайдай); Іродіада (пер. Ярема Кравець); Лексикон прописних істин (пер. Михайло Гайдай).

## Вшанування пам'яті
У містах Валанс, Ермон, Париж, Реймс, Рожервіль є вулиці Гюстава Флобера.
У місті Кривий Ріг є вулиця Флобера.